# Clinostigma ponapense
Clinostigma ponapense là loài thực vật có hoa thuộc họ Arecaceae. Loài này được (Becc.) H.E.Moore & Fosberg mô tả khoa học đầu tiên năm 1956.